# Крутікова Ніна Євгенівна
Ні́на Євге́нівна Кру́тікова (нар. 27 січня 1913, Лодзь — пом. 17 квітня 2008, Київ) — українська радянська літературознавиця, доктор філологічних наук з 1954 року, професор з 1955 року, член-кореспондентка Академії наук УРСР з 1956 року; членкиня Спілки письменників України з 1959 року.

## Життєпис
Народилася 14 [27] січня 1913 року в місті Лодзі (нині Польща) в сім'ї учителя. 1932 року закінчила Харківський планово-економічний інститут. 1935 року поступила в аспірантуру Історико-філософсько-літературного інституту в Москві. Згодом перевелась в аспірантуру Київського університету.
З 1938 року працювала в Київському університеті. У 1940 році захистила кандидатську дисертацію. Під час німецько-радянської війни жила в Казахській РСР, Уфі, Ульяновську. Працювала доцентом у педагогічних інститутах. Член ВКП(б) з 1944 року.
З 1940 року працювала в Інституті літератури імені Тараса Шевченка АН України у Києві: у 1955—1959 роках — заступницею директора, у 1967—1987 та 1994—1996 роках очолювала відділ російської літератури; з 1987 року — головна наукова співробітниця. Одночасно у 1950–1960-х роках викладала курси російської літератури в Київському університеті та Педагогічному інституті.
Жила у Києві, на вулиці Льва Толстого, 15. Померла у 95-річному віці 17 квітня 2008 року.

### Родина
- Чоловік — науковець-економіст, державний діяч, кандидат економічних наук Петро Рудий (1905—1986).
  - Донька — історикиня науки і техніки, доктор історичних наук Світлана Руда (нар. 1936).
  - Донька — теоретикиня літератури, славістка, культурологиня, доктор філологічних наук Тетяна Руда (нар. 1945)[1].

## Доробок
Друкувалася з 1939 року. Досліджувала історію російської літератури XIX століття, теоретичні проблеми реалізму, традиції та новаторство, східно-слов'янські літературні зв'язки, творчість українських і російських письменників XIX — початку XX століття (Миколи Гоголя, Тараса Шевченка, Івана Нечуя-Левицького, Марка Вовчка, Антона Чехова та інших), письменників радянського часу.
Серед її праць
- 1952 — «Микола Васильович Гоголь. Життя і творчість»;
- 1954 — «Літературні зв'язки російського та українського народів»;
- 1957 — «Гоголь та українська література»;
- 1961 — «Творчість І. С. Нечуя-Левицького»;
- 1963 — «Русский реализм и становление украинской реалистической прозы»;
- 1965 — «Сторінки творчого життя. (Марко Вовчок в житті і праці)»;
- 1968 — «Форми реалізму в східнослов'янських літературах XIX—XX століть» (у співавторстві);
- 1972 — «Шляхами дружби і єднання»;
- 1976 — «Реалізм. Збагачення. Єдність»;
- 1978 — «На початку століття: Максим Горький і символісти»;
- 1979 — «Листи до Марка Вовчка»;
- 1992 — «Микола Васильович Гоголь. Дослідження і матеріали»;
- 2000 — «Григорій Давидович Вервес: біобібліографія до 80-річчя»;
- 2003 — «Дослідження і статті різних років»;
- 2007 — «Урбанистическая проблема в художественной прозе Гоголя».

Була
- головою редакційної колегії:
  - Зібрання творів Івана Нечуя-Левицького (в 11-ти томах, 1965—1968);
  - 1-го тому «Історії українсько-російських літературних зв'язків» (у 2-х томах, 1987).
- авторкою розділів у:
  - «Історії української літератури» (у 8-ми томах, томи 3–4, 1968—1969);
  - «Історії української літератури ХІХ століття» (у 3-х томах, 1997);
- членом редколегії Зібрання творів Івана Франка в 50 томах (1976—1987).

Пам'яті науковиці присвячена збірка наукових праць «Благородний вимір наукового подвижництва» (2012).

## Відзнаки
- Нагороджена орденами
  - Трудового Червоного Прапора (1967)[4];
  - Княгині Ольги ІІІ ступеня (2002);
- Заслужений діяч науки і техніки України з 1998 року.